# Adolfo Rincón de Arellano y García
Adolfo Rincón de Arellano y García (València, 11 d'octubre de 1910 - 17 de març de 2006) fou alcalde de la ciutat de València entre 1958 i 1969.
Era fill d'un metge militar i aviat es va afiliar a Falange Espanyola. En esclatar l'alçament militar de Franco, Rincón de Arellano es trobava a Roma cursant l'especialitat de cardiologia, i de seguida va tornar a Espanya per allistar-se en les tropes franquistes amb les quals va combatre al Front de Terol. Durant la guerra civil fou escollit cap provincial del nou partit per València, entrant en la ciutat amb les tropes franquistes al comandament del General Aranda. En acabar la guerra, el seu pare fou empresonat i condemnat a mort pels serveis prestats a la zona republicana. La pena capital li va ser indultada però va complir diversos mesos de presó a Montolivet.
El 1958, després de la dimissió del Marquès del Túria, Rincón de Arellano va ser designat alcalde de València. Després de discrepàncies amb la remodelació governamental de 1969 i el predomini de l'Opus Dei, va presentar la dimissió irrevocable a l'octubre d'aquest any. El seu successor, Vicente López Rosat, el va designar alcalde honorari de València. Fou procurador en de les Corts, fins que es va retirar definitivament de l'activitat pública, dedicant-se a la medicina en la seva clínica particular.

## Obres
- Valencia:1959-1967 (1969)
- Pantanos y trasvases de la Región Valenciana (2001).